# 沙索沙康
沙索沙康（Sak Sutsakhan，1928年2月8日—1994年4月29日），柬埔寨政治、军事人物。
沙索沙康出生在马德望省，是红色高棉领导人农谢的表兄弟。1957年，他被诺罗敦·西哈努克任命为国防部长，当时年仅29岁，为全世界最年轻的国防部长。
1970年，朗诺发动政变推翻西哈努克后，沙索沙康继续担任军职。他是位有能力且清廉的官员，受到美国外交官和军事顾问的称赞。
1975年4月12日，红色高棉军队逼近金边，临时总统苏金奎在鹰迁行动撤离。以沙索沙康中将为首的七人最高委员会临时接管了即将崩溃的政权，沙索沙康以委员会主席的身份短暂地代行国家元首职权，直至4月17日金边陷落为止。在此期间，他试图同红色高棉展开谈判，但遭到拒绝。在金边陷落的当天，他乘坐直升机逃往美国避难，并成为美国公民。
1979年，越南入侵柬埔寨，宋双及前高棉共和国军官殿德组建高棉人民民族解放阵线，以抵抗越南的侵略。沙索沙康归国，支持宋双派系，成为高棉人民民族解放军总司令。
1991年巴黎和平协议签订之后，沙索沙康脱离宋双派系，另建自由民主党。1994年因心臟病卒於底特律。